# 존 비즐리 (농구 선수)

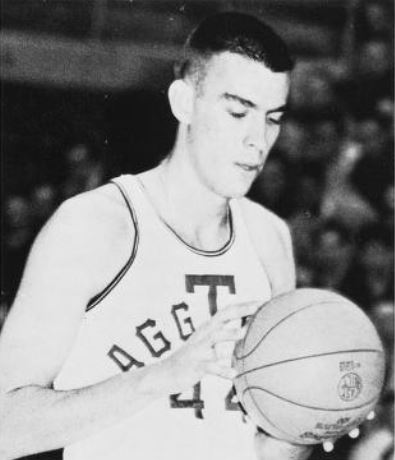

존 비즐리(John Beasley, 본명: 존 마이클 비즐리, John Michael Beasley, 1944년 2월 5일 ~ 2022년 11월 23일)는 텍사스주 텍사캐나에서 태어난 미국 프로 농구 선수였다.
텍사스 A&M 대학교 출신의 6'9" 포워드/센터인 비즐리는 1966년 NBA 드래프트 5라운드에서 볼티모어 볼렛츠(Baltimore Bullets)에 지명되었다. 비즐리는 NBA에서 활약한 적이 없지만 그의 경력 대부분을 라이벌 아메리칸 농구 협회에서 보냈다.
비즐리는 댈러스 채퍼럴스 및 유타 스타스의 멤버로 ABA에서 7시즌(1967~1974)을 뛰었으며 1968년, 1969년, 1970년에 ABA 올스타 게임에 출전했다. 그는 웨스트 스쿼드에서 그의 19득점과 14리바운드 활약하는 등 1969년 게임의 가장 가치 있는 선수로 선정되었다. 비즐리는 ABA 통산 총점 6,909점, 총 리바운드 4,257개를 기록했다.